# Kurt Hartwig

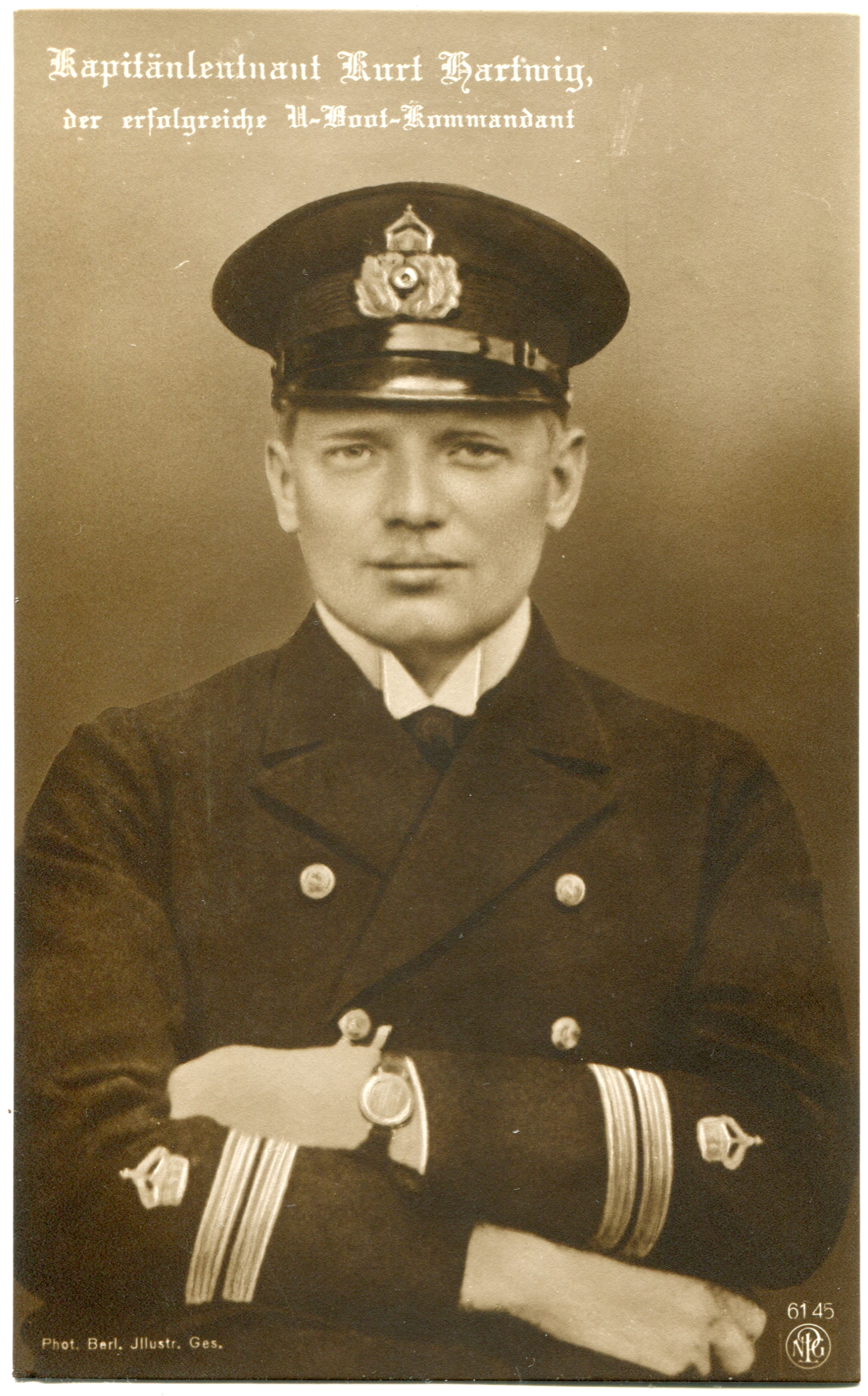
Kurt Hartwig auf einer Postkarte von 1916

Kurt Hartwig (* 21. Januar 1887 in Hanau; † 16. Oktober 1972 in Weinheim) war ein deutscher Marineoffizier sowie U-Boot-Kommandant im Ersten Weltkrieg.

## Leben
Hartwig trat am 1. April 1905 als Seekadett (Crew 1905) in die Kaiserliche Marine ein, absolvierte seine Grundausbildung auf dem Schulschiff Charlotte und kam anschließend an die Marineschule. Dort wurde er am 7. April 1906 zum Fähnrich zur See ernannt und nach dem erfolgreichen Besuch auf das Linienschiff Lothringen versetzt. Es folgte am 28. September 1908 die Beförderung zum Leutnant zur See. Als solcher wurde er am 1. Oktober 1910 für ein Jahr in der Funktion als Kompanieoffizier der I. Matrosen-Division in Kiel zugeteilt. Anschließend kam Hartwig zur I. Torpedo-Division, wo er in der Folgezeit immer wieder als Wachoffizier in der III. Torpedo-Flottille fungierte und am 5. September 1911 zum Oberleutnant zur See befördert wurde.
Als Wach- und Torpedooffizier versetzte man ihn dann am 1. Oktober 1913 auf den Kleinen Kreuzer Dresden. Mit dem Schiff trat Hartwig am 13. Dezember 1913 die Ausreise an die ostamerikanische Station an. Mit Ausbruch des Ersten Weltkriegs vereinigte sich die Dresden vor der Osterinsel mit dem Ostasiengeschwader und nahm gemeinsam am Seegefecht bei Coronel teil. Als einziges deutsches Schiff konnte die Dresden dem Seegefecht bei den Falklandinseln entkommen und versenkte sich, nachdem es von einem britischen Marineverband gestellt worden war, vor den Robinson Crusoe-Inseln selbst.
Die Mannschaft konnte sich retten und wurde in Chile interniert. Hartwig gelang mit weiteren Offizieren durch die Mithilfe des deutschen Marineattaché, Korvettenkapitän August Moller, die Flucht aus Südamerika in die Heimat, wo er am 11. Juli 1915 eintraf. Bereits am 16. Juli 1915 trat er eine Ausbildung an der U-Boots-Schule an und war zugleich Kommandant des Divisionsbootes D 5 sowie von U 16. Hartwig wurde am 24. April 1916 zum Kapitänleutnant befördert und übernahm im Juni 1916 das Kommando über U 32. Mit dem U-Boot führte er von Pola aus Handelskrieg im Mittelmeer. Auf einer Feindfahrt gelang ihm am 9. Januar 1917 vor Malta durch zwei Treffer auf Höhe des Maschinenraums sowie durch einen Fangschuss die Versenkung des britischen Schlachtschiffes Cornwallis. Nach sechs Feindfahrten gab Hartwig am 24. Dezember 1917 das Kommando über U 32 ab und übernahm U 63, mit dem er weitere vier Feindfahrten im Mittelmeer durchführte.
Hartwig war der letzte Marineoffizier, der mit dem Orden Pour le Mérite ausgezeichnet wurde. Er erhielt die höchste preußische Kriegsauszeichnung am 3. Oktober 1918 für die Versenkung von 48 Schiffen mit einer Tonnage von über 163.000 BRT sowie der Beschädigung von weiteren sechs Schiffen mit 28.000 BRT. Daneben war er mit beiden Klassen des Eisernen Kreuzes, dem Ritterkreuz des Königlichen Hausordens von Hohenzollern mit Schwertern sowie dem U-Bootkriegsabzeichen dekoriert worden.
Nach Beendigung des Krieges trat er die Heimreise nach Deutschland an und wurde nach seiner Ankunft zur Verfügung gestellt. Hartwig war dann vom 3. Februar 1919 bis 30. Juni 1920 bei der III. Marine-Brigade tätig. Er wurde anschließend abermals zur Verfügung, zunächst der Marinestation der Ostsee, dann der Inspektion des Torpedo- und Marinewesens und schließlich der Kommandantur Kiel gestellt. Am 16. August 1920 erfolgte seine Verabschiedung aus dem Dienst.
Hartwig wurde am 22. März 1939 zur Verfügung der Kriegsmarine gestellt, verblieb jedoch ohne aktive Verwendung.
Am 27. August 1939, dem sogenannten „Tannenbergtag“, erhielt Hartwig den Charakter als Korvettenkapitän verliehen.